# 고양향교
고양향교(高陽鄕校)는 대한민국 경기도 고양시 덕양구 고양동에 위치한 향교이다. 1985년 9월 20일 경기도의 문화재자료 제69호로 지정되었다.
조선 숙종 때 창건되었으며, 한국 전쟁 때 소실된 명륜당, 전사청, 외삼문은 1984년에 새로 만들었다.

## 개요
향교는 공자와 여러 성현께 제사를 지내고 지방민의 교육과 교화를 위해 나라에서 세운 교육기관이다.
고양향교는 조선 숙종(재위 1674∼1720)때 처음 지었으며, 이후 자세한 역사는 전하지 않는다. 한국전쟁 때 불타버린 명륜당, 전사청, 외삼문은 1984년에 새로 만들었고, 그 외 건물들은 여러 차례 보수되었다고 한다.
건물 배치는 교육 공간을 앞쪽에, 제사 공간을 뒤쪽에 둔 전학후묘의 형태를 따르고 있다. 앞쪽에 강당인 명륜당과 학생들의 기숙사인 동재·서재가 있으며，뒤쪽에는 대성전과　동무·서무, 전사청이 있다.
공자를 비롯하여 중국과 우리나라 유학자의 위패를 모시고 있는 대성전은 앞면 3칸·옆면 2칸 규모이다．지붕은 옆면에서 보면 사람 인(人)자 모양인 맞배지붕이다. 전사청은 서무 뒤쪽에 자리하며 지금 남아있는 건물 중 가장 오래된 것으로 보인다. 학생들을 교육시키고 교관이 머물던 강당인 명륜당은 앞면 5칸·옆면 2칸의 규모이며，지붕은 옆면에서 볼 때 여덟 팔(八)자 모양인 팔작지붕으로 꾸몄다.
조선시대에는 나라에서 토지와 노비·책 등을 지원받아 학생을 가르쳤으나, 지금은 교육 기능은 없어지고 제사 기능만 남아 있다.

## 참고 자료
- 고양향교 - 국가유산청 국가유산포털